# Гостиный двор (Кронштадт)
Гости́ный двор — памятник истории и архитектуры XIX века. Расположен в центре Кронштадта, занимает квартал между проспектом Ленина (дом номер 16), Гражданской улицей, улицей Карла Маркса и Советской улицей. Находится под охраной государства.

## История
С 1797 года на месте Гостиного двора располагались торговые ряды. В 1827 году город посетил Николай I, который отметил безобразное состояние этого места и велел построить соответствующее своему назначению здание. Проект создал В. И. Маслов (по другим данным, К. К. Бейль). По проекту, здание должно было стать уменьшенной копией петербургского Гостиного двора. Построен в 1832 году.
По всему периметру каре корпусов окружает крытая галерея с архитравом на круглых колоннах. Ворота для въезда во двор сделаны с западной и с восточной стороны. Лавки выходили в галерею, на втором этаже и в подвалах располагались склады.
Из-за въездов во двор под одной крышей оказалось как бы два разных здания — из одной части пройти в другую, не выходя на улицу, было нельзя. В настоящее время для торговли открыты узкие павильоны на втором этаже — таким образом, сквозной проход появился.
Во время кронштадтского пожара 1874 года сгорел. При восстановлении проект был несколько изменён (в частности, углы были скруглены), но в облике здания по-прежнему просматривается его более ранний предок из Санкт-Петербурга.
Что интересно, при восстановлении возник спор между купцами, в какой цвет он должен быть окрашен: в серый или в жёлтый. К общему решению так и не пришли, в результате половина здания стала серой, а другая — жёлтой. Единообразие было достигнуто только в 1890-е — здание привели в соответствие с изначальным замыслом.
В 1917 году некоторые лавки были объединены для создания крупных, но невысоких торговых залов. В 1953—1966 годах помещения были реконструированы по проекту Тумаса: были разобраны междуэтажные перекрытия и проведены прочие работы по упорядочиванию помещений и приведению их к современным стандартам.
Последняя реставрация прошла в 2004—2008 годах.

## Местоположение

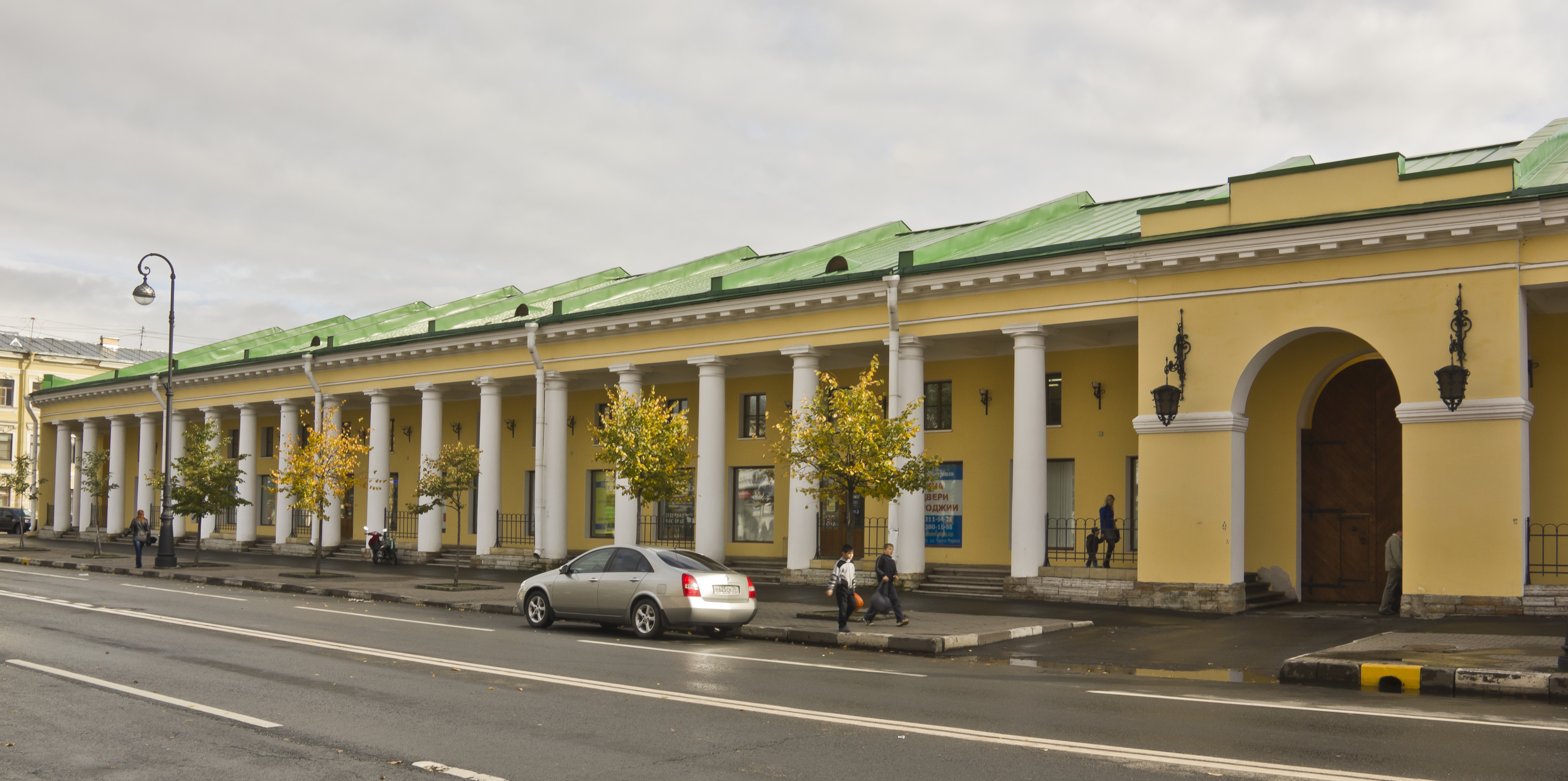

Гостиный двор расположен недалеко от центра города. В своё время напротив него был ещё один Гостиный двор — так называемые Татарские ряды, но после войны место было застроено жилыми домами.
Со стороны Советской улицы у фасада в 2004 году открыт «музыкальный» фонтан, а рядом с ним — памятный знак 300-летия Кронштадта. На углу улиц Карла Маркса и Советской расположена центральная городская библиотека, а через дорогу — Екатерининский парк при Обводном канале и Андреевский сквер, где когда-то стояла церковь в честь Андрея Первозванного, ныне разрушенная. Восстановлена только часовня.
Через проспект Ленина — дом быта, а чуть дальше — Владимирский собор.
Единственное место в городе, через которое идут все автобусы, ранее - конечная для пригородных автобусов, теперь некоторые идут дальше, на Ленинградскую улицу.